# انقلاب 17 تموز 1968
حركة 17 تموز أو ثورة 17 تموز هي انقلاب أو حركة سياسية حدثت في العراق في يوم 17 تموز (يوليو) عام 1968، حيث أطيح بنظام حكم الرئيس عبد الرحمن عارف وتولى حزب البعث العربي الاشتراكي السلطة بما يعرف بالثورة البيضاء بقيادة أحمد حسن البكر، ونائبه صدام حسين، وذياب العلكاوي ولكن اعتقالات واغتيالات كثيرة جرت بعد تسلم حزب البعث للسلطة شملت العسكريين والسياسيين السابقين من أمثال عبد الرحمن البزاز رئيس الوزراء الأسبق وطاهر يحيى وعبد العزيز العقيلي ولاحقا رشيد مصلح والعديد من العسكريين الآخرين بينما أقدم عدد كبير من القادة العسكرين على التقاعد.
وفي حركة 30 تموز 1968، جرت محاولة انقلاب أخرى من قبل أحمد حسن البكر وصدام حسين وحردان التكريتي وذياب العلكاوي لطرد أبرز العسكريين الذين قاموا بالحركة وهم إبراهيم الداود وعبد الرزاق النايف وجرت تصفيتهم بعد ذلك في المنفى. يعتبر حزب البعث العربي الاشتراكي كلا الانقلابين حركة واحدة ويطلق عليها «ثورة 17-30 تموز»
ولقد طرد ونفي عبد الرحمن عارف، رئيس الجمهورية، خلال الانقلاب من قبل حزب البعث، والذي وصل إلى السلطة في عام 1963 حتى حركة 18 تشرين 1963 عندما قام الجيش بلجم مليشيات الحرس القومي واقصاء البكر عن السلطة ليعود مرة أخرى للحكم في عام 1968.

## وصلات خارجية
- أسباب نجاح البعثيين في انقلاب تموز عام 1968